# Argyrodes stridulator
Argyrodes stridulator là một loài nhện trong họ Theridiidae.
Loài này thuộc chi Argyrodes. Argyrodes stridulator được George Newbold Lawrence miêu tả năm 1937.